# Пономаренко Іван Кіндратович
Пономаре́нко Іва́н Кіндра́тович (* 1 травня 1940, Харківська область — 21 жовтня 1999, Кременчук) — міський голова Кременчука в 1990—1994 та 1995—1998 роках, керував Автозаводським районом Кременчука з 1977 по 1990 рік.

## Життєпис
З 1962 року навчався в Харківському автомобільно-дорожному інституті, по його закінченні 1967 року направлений в Комсомольськ.
Працював інженером, начальником виробничого відділу, заступником директора, з 1969 року — директор Кременчуцької автобази № 5.
З жовтня 1970 року — секретар парткому виробничого автотресту, завідувач відділом міськкому партії.
Протягом 1977—1990 років керував Автозаводським районом Кременчука, з грудня 1990 — кременчуцький міський голова.
З 1994 по 1995 рік — начальник управління по автотранспорту АТ «Кременчукнафтаоргсинтез».
У тому часі ухвалив рішення про будівництво нового моста в Кременчуці, одначе рішення було відкладене; будівництво його мало поновитися в 2013 році. У грудні 1995 року на дострокових виборах знову обраний міським головою Кременчука.
У квітні 1998 року Полтавський обласний суд анулював обрання Пономаренка міським головою Кременчука; на перевиборах міським головою обраний Олег Надоша.
21 жовтня 1999 року помер після важкої хвороби.

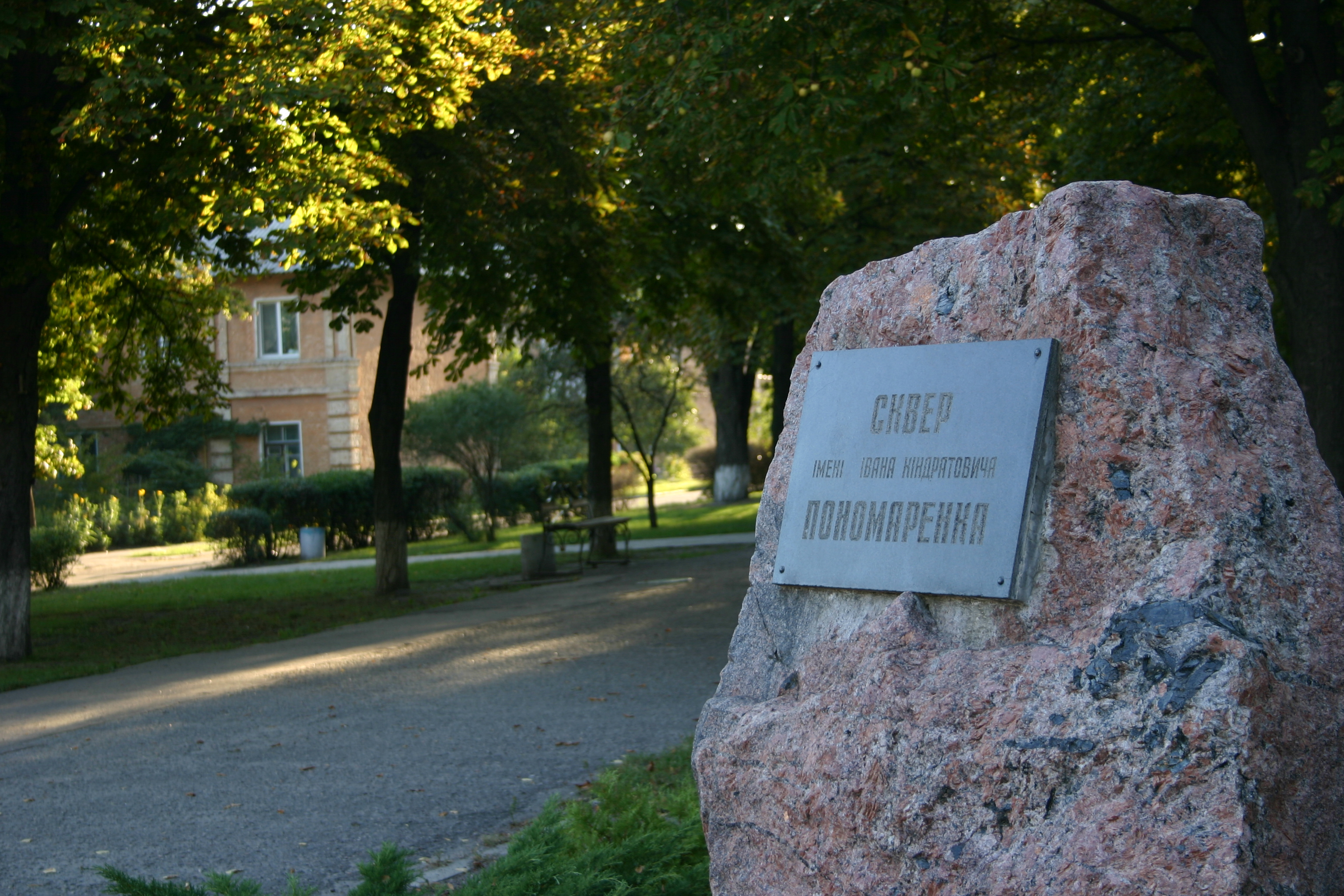
Сквер імені Івана Пономаренка

## Вшанування пам'яті
Його іменем в Кременчуці названий сквер.